# جدول تلبيد

جدول تلبيد (بالإنجليزية: Hash table)‏ هو أحد بنى البيانات في علم الحاسوب يملك خصائص المصفوفات الترابطية، يستخدم لإسناد قيمة إلى مفتاح ما في ذاكرة الحاسب. والبحث عن قيم محددة بسرعة كبيرة مقارنة ببنى المعطيات الأخرى. يستعمل جدول التقطيع، تابع تقطيع يمكنه من حساب مكان القيمة في لائحة المفاتيح.
في الحالة المثالية، يفترض بجدول التلبيد، ربط كل مفتاح بحجرة معينة، ولكن في الواقع ذلك يجعل زمن البحث فيه عن القيم المتضاربة كبيراً جداً، لذلك تم إيجاد عدة حلول ونماذج لجداول التلبيد يُفترض فيها وجود قيم متضاربة على حساب تخفيض زمن البحث.

## جداول التلبيد ذات العنونة المباشرة (المفتوحة)
العنونة المباشرة هي طريقة بسيطة التي تعمل كما يجب عندما المجموعة الكلية للمفاتيح U تكون صغيرة نسبيا لنفترض انه لتطبيق معين طلب مجموعة ديناميكية حيث ان لكل فرد في المجموعة أخذ مفتاح من {U={1,2,3,...,m-1 عندما m ليس عددا ضخما سنفترض أن المفاتيح المأخوذة مختلفة تماما.
جدول العنونة سنطبقها بواسطة مصطفة أي جداول العنونة مباشرة (directed adress table) سيكون [T[0,...,m-1 وكل مكان في الجدول يسمى خلية أو slot الذي يلائم مفتاحا من المجموعة الكلية إذا الجدول لم يحوِ أيّ مفتاح قيمته k حينها [nil=T[k
```
direct
-
adress
-
search
(
T
,
k
)

return
 
T
[
k
]

Direct
-
adress
-
insert
(
T
,
x
)

   
T
[
key
[
x
]]
<-
x

Direct
-
adress
-
delete
(
T
,
x
)

T
[
key
[
x
]]
<-
NIL

```

كل الخوارزميات في الأعلى سريعة وفعالة حيث ان كل منها يقوم بعدد قليل من العمليات (O(1

## جداول هاش
الصعوبة في جداول العنونة المباشرة هي كبر المجموعة U حيث ان القيام بحفظ مصفوفة بحجم |U| غير واقعي وغير تطبيقي ومن ناحية أخرى قد تكون المجموعة K صغيرة كثيرا بالنسبة ل-U وعندها أغلب الأماكن في U ستكون حتما غير نافعة.
عندما تكون المجموعة K (القاموس) صغيرة جدا بالنسبة ل-U جدول هاش سيتطلب مكان اقل من جداول عنونة مباشرة أي سيتطلب جدول هاش (|O(|K بالرغم من أن بحث قيمة معينة في الجدول سيكون أيضا (O(1 المشكلة الوحيدة هو ان البحث في جدول الهاش هو متوقع بينما في العنونة المباشرة البحث هو (O(1 دائما
بالعنونة المباشرة حفظنا المفتاح k في الخلية k اما في الهاش فهذا المفتاح سوف يحفظ في (h(k أي اننا سوف نستخدم دالة هاش (hash function) لحساب الخلية التي سنحفظ فيها المفتاح k،
```
h:
U
->
{
0
,
1
,
...
,
m
-1
}

```

نقول ان المفتاح k منقول (hashes)للخلية (h(k ; أي انه (h(k يسمى قيمة الهاش (hash value).
مشكلة من نوع اخر تظهر في الهاش وهي عندما يكون هناك مفتاحان k,t قيم الهاش خاصتهما متشابه أي: (h(t)=h(k
تسمى هذه الظاهرة بالتشابك في جدول الهاش أو collision ولهذه المشكلة يوجد حلول جيدة وفعالة.
قد يتبادر إلى الذهن حل عن طريق جعل h دالة عشوائية وساعتها سيكون هنالك اقل تشابك ولكن هذا الحل ليس طبيعي لأننا نريد الدالة h قطعية (deterministic)
الطريقة الأفضل لحل هذه المشكلة هي السلسلة (chaining) وهناك طريقة أخرى وهي العنونة المفتوحة (open addressing)

## حل مشكلة التشابك على طريق السلسلة
في طريقة السلسلة (chaining) كل التشابكات في نفس الخلية نسلسلها بواسطة سلسلة
عند حل التشابكات بواسطة السلسلة من السهل ان نطبق عمليات الجدول T
```
Chained
-
hash
-
Insert
(
T
,
x
)

enter
 
x
 
in
 
the
 
haed
 
of
 
T
[
h
(
key
(
x
))]

chained
-
hash
-
search
(
T
,
k
)

search
 
item
 
with
 
key
 
value
 
k
 
in
 
the
 
list
 
of
 
T
[
h
(
k
)]

chained
-
hash
-
delete
(
T
,
x
)

delete
 
x
 
from
 
T
[
h
(
key
(
x
))]

```

عملية الإدخال تتم ب-(O(1 وقت اما البحث ففي الحالة الأسوأ يكون البحث (|[[O(|T[h[key ولكن في حالات الوسط يكون (O(1 اما الحذف (O(1 عندما تكون السلسلة ذو اتجاهين اما إذا كانت ذو اتجاه واحد عندها سيتطلب منا البحث اولا من ثم الحذف أي انه سيتطلب وقتا كما في البحث

## تحليل الهاش مع سلسلة
عند إعطاءنا جدول T hg الذي يحوي على m خلايا و n قيم نعرف مقدم الكثافة(load factor) الخاص ب-T أو a=n/m أي معدل القيم المحفوظة في السلسلة الواحدة
في السيناريو الأسوأ فعالية الهاش مع سلسلة جدا سيئة : كل n المفاتيح موزعين لنفس الخلية ونكون سلسلة طويلة جدا والبحث عندها سيكون (O(n +الوقت المطلوب لحساب دالة الهاش وهو ليس بأفضل من البحث في سلاسل عادية
اما في السيناريو الوسط فعالية الهاش تقاس بمدى توزيع الدالة h للقيم بين المفاتيح سنفترض ان التوزيع سيكون بالتساوي أي ان الاحتمال بان قيمة معينة تذهب إلى مفتاح متساوية بين كل المفاتيح وكذلك سنفترض ان حساب دالة الهاش هو (O(1
قانون :
في جدول هاش مع سلسلة فيه التوزيع متساو لكل المفاتيح بحث فاشل يقوم ب-(O(1+a فعاليات (وقت الفعالية)
اثبات :
بما ان التوزيع متساو لكل المفاتيح الاحتمال بان مفتاح K يذهب لخلية معينة متساو لكل الخلايا (m خلايا) لذا الوقت المتوسط للبحث الفاشل عن k مساو تماما للوقت المتوسط لبحث أحد السلاسل والطول المتوقع لسلسلة كهذه هو مقدم الكثافة أو a أي ان وقت البحث المتوسط هو a ومع حساب دالة الهاش :
الوقت المتوقع هو : (O(1+a.
قانون :
في جدول هاش مع تشابك وفي الجدول التوزيع للمفاتيح متساو, بحث ناجح متوسط وقت البحث هو: (O(1+a.
ومن القانونين في الأعلى نستنتج ان كبر الجدول يجب أن يكون مشابها لعدد القيم المراد تخزينها أي بحالة وجود (O(n قيم عندها كبر الجدول هو (O(n وعندها تكون العلمليات كل واحد منها تنفذ ب-(O(1 وقت

## دوال هاش
هنالك عدة حالات بناء على المعلومات التي لدينا عن التوزيع:
1. إذا كان التوزيع معطى أي انه لكل مفتاح عندها:(h(k)=floor(km

```
في الحالات الأخرى وعند الافتراض ان المفاتيح ارقام طبيعية نستطيع استخدام الطرق التالية :  
```

1. * طريقة القسمة أي: h(k)=m mod k
2. * طريقة الضرب أي: ((h(k)=(floor(m(1 kA mod عندما: A بين 0 و 1